# Holden VE Commodore
O  VE Commodore  é um sedan de porte grande da Holden.